# مرحمت
مرحمت (به ازبکی:Marhamat، روسی:Мархамат) ،  یک شهر در ازبکستان است که در شهرستان مرحمت از ولایت اندیجان واقع شده‌است. مرحمت ۱۵٬۸۱۰ نفر جمعیت دارد.